# ФК Базел
ФК Базел је швајцарски фудбалски клуб из Базела, Швајцарска. Клуб је основан 15. новембра 1893. под именом које у данас носи. Тренутно се такмичи у Суперлиги Швајцарске. 

## Успеси

### Национални
- Суперлига Швајцарске
  - Првак (21) : 1952/53, 1966/67, 1968/69, 1969/70, 1971/72, 1972/73, 1976/77, 1979/80, 2001/02, 2003/04, 2004/05, 2007/08, 2009/10, 2010/11, 2011/12, 2012/13, 2013/14, 2014/15, 2015/16, 2016/17, 2024/25.
- Куп Швајцарске
  - Освајач (14) : 1932/33, 1946/47, 1962/63, 1966/67, 1974/75, 2001/02, 2002/03, 2006/07, 2007/08, 2009/10, 2011/12, 2016/17, 2018/19, 2024/25.
- Лига куп Швајцарске
  - Освајач (1) : 1972.

### Међународни
- Куп Алпа
  - Освајач (3) : 1969, 1970, 1981.
  - Финалиста (4) : 1968, 1971, 1974, 1975.

## Тренутни састав
Ажурирано 22. јуна 2021.
| Бр. |             | Позиција | Играч                                                |
| --- | ----------- | -------- | ---------------------------------------------------- |
| 1   | Србија      | Г        | Ђорђе Николић                                        |
| 3   | Португалија | О        | Гонсало Кардозо (на позајмици из Вест Хем јунајтеда) |
| 4   | Швајцарска  | О        | Ерај Комерт                                          |
| 5   | Швајцарска  | О        | Силван Видмер                                        |
| 7   | Швајцарска  | С        | Лука Цуфи                                            |
| 8   | Швајцарска  | С        | Јаник Марчанд                                        |
| 9   | Холандија   | Н        | Рики ван Волфсвинкел                                 |
| 11  | Ангола      | Н        | Афимико Пулулу                                       |
| 13  | Аустрија    | Г        | Хајнц Линднер                                        |
| 14  | Швајцарска  | С        | Валентин Штокер (капитен)                            |
| 17  | Швајцарска  | О        | Тим Клозе (на позајмици из Норич Ситија)             |
| 20  | Швајцарска  | С        | Фабијан Фрај (3. капитен)                            |
| 22  | Швајцарска  | С        | Оргес Бунјаку                                        |
| 23  | Швајцарска  | С        | Пајтим Касами                                        |

| Бр. |                  | Позиција | Играч                                       |
| --- | ---------------- | -------- | ------------------------------------------- |
| 26  | Француска        | С        | Алдо Калулу                                 |
| 28  | Италија          | О        | Раул Петрета                                |
| 30  | Република Косово | С        | Едон Жегрова                                |
| 31  | Швајцарска       | С        | Кармине Чапета                              |
| 34  | Албанија         | С        | Таулант Џака (заменик капитена)             |
| 35  | Аргентина        | С        | Матијас Паласиос                            |
| 46  | Њемачка          | Г        | Феликс Гебхарт                              |
| 47  | Швајцарска       | О        | Елис Исуфи                                  |
| 72  | Швајцарска       | С        | Андреа Падула                               |
| 76  | Швајцарска       | С        | Албијан Хајдари (на позајмици из Јувентуса) |
| 77  | Сенегал          | Н        | Мамаду Кали Сене                            |
| 96  | Бразил           | О        | Жорже (на позајмици из Монака)              |
| 98  | Бразил           | Н        | Артур Мендонса Кабрал                       |
| –   | Канада           | Н        | Лијам Милар                                 |